# Stawiszyn
Stawiszyn è un comune urbano-rurale polacco del distretto di Kalisz, nel voivodato della Grande Polonia.
Ricopre una superficie di 78,27 km² e nel 2007 contava 7 235 abitanti.